# Пасоха Анна Борисівна
Пасоха Анна Борисівна (1 лютого 1949) — російська академічна веслувальниця.
Бронзова призерка Олімпійських Ігор 1976 року в складі розпашної четвірки зі стерновою.
Чемпіонка Європи 1972 року в складі вісімки.